# Aletschwald
Aletschwald är en skog i Schweiz. Den ligger i den södra delen av landet.
Denna skog bildas främst av cembratall (cirka 70%) och lärk (cirka 20%). Dessutom ingår gran (cirka 5%) och olika lövträd som björk, Alnus viridis och rönn. Undervegetationen bildas av små buskar, gräs och mossa. En vanlig gräsart är till exempel Calamagrostis villosa och Rhododendron ferrugineum är en ofta förekommande buske. Låga växter med bär tillhör odonsläktet (till exempel blåbär och odon) samt kråkbärssläktet.
Skogen blev 5 maj 1933 ett naturskyddsområde. Skyddszonen var när den inrättades 250 hektar stor och under 1990-talet hade den en storlek av 330 hektar. Reservatet fortsätter öka i storleken på grund av att den norra gränsen bestämdes med glaciären Aletschs kant och ismassan minskar.
I Aletschwald häckar varje är 34 fågelarter och ytterligare 32 arter besöker skogen regelbunden. Särskild viktig är nötkråkan som utför fröspridningen för cembratallen. Typiska däggdjur i skogen är gems, rådjur och kronhjort. Även små växtätare som ekorre, fälthare och skogshare förekommer. Dessutom registrerades flera rovdjur som rödräv, grävling, lodjur, hermelin, mård och stenmård.